# كيلي غاريسون
كيلي غاريسون (بالإنجليزية: Kelly Garrison)‏ هي لاعبة جمباز فني أمريكية، ولدت في 5 يوليو 1967 في ألتوس في الولايات المتحدة.

## وصلات خارجية
- كيلي غاريسون على موقع أوليمبيديا (الإنجليزية)